# 相良長氏
相良 長氏（さがら ながうじ）は、鎌倉時代末期から南北朝時代にかけての武将。相良氏の第4代当主。第3代当主相良頼俊の長男。通称は六郎三郎。

## 略歴
生年不詳。弘安10年（1287年）、父頼俊から家督を譲られて当主となった。
延慶4年（1311年）、相良一族の心得や家法のようなものを記した長文の置文を書き残した。
嘉暦元年（1326年）、7代将軍惟康親王の薨去に伴い、剃髪して「蓮道」と称し、家督を子の頼広に譲ったが、隠居したものの後見人として実務に留まり、晩年、孫の定頼の頃まで相良家で大きな影響力をもった。
元弘の乱が起きると後醍醐天皇勢力に味方し、元弘3年（1333年）、尊良親王が豪族江串三郎に擁されて挙兵し、筑前国原山に在陣中と聞いて、頼広、朝氏、祐長の三子を派遣して、その軍に加わった。このとき長氏はすでに老齢で馬にも乗れないので、朝氏と祐長はその名代であると説明している。
この軍は、少弐貞経・少弐頼尚親子の離反・合流により、鎮西探題北条英時を滅ぼし、大宰府を落とすに至った。その後も、度々出兵要請に応じて、天皇側に従った。
しかし建武3年（1336年）足利尊氏が後醍醐天皇に逆らうと、足利方の少弐頼尚は、長氏とその孫の定頼にも同調を求めた。頼広は一時南朝に従ったが、定頼は北朝に従って功があった。
延元3年（1338年）、少弐頼尚は、長氏の祖父長頼の時代に没収された人吉庄北方の所領（北条氏領）を恩賞として与えた。長氏はこの領地を、頼広ではなく、孫の定頼に譲った。一族の多良木経頼（相良頼氏の孫）が南朝側について蜂起し、息子の相良祐長がこれに同心して長く戦乱となるが、長氏は説得して和議を成立させた。また真幸院で反乱があった際にも、長氏が兵を率いた。
長氏は、没年も不詳で、文和4年（1355年）の4月14日とも2月14日とも言い、貞和元年（1345年）2月14日や正平7年(1352年）4月14日とも言う。しかし第5代当主の頼広よりも長命であったようである。廟所は佐牟田迎蓮寺、牒所は称明寺。